# ヨハン・ゲオルク1世 (ザクセン＝アイゼナハ公)
ヨハン・ゲオルク1世（Johann Georg I. von Sachsen-Eisenach, 1634年7月12日 - 1686年9月19日）は、ドイツ・テューリンゲン地方の諸侯の1人。ザクセン＝アイゼナハ公爵（在位：1672年 - 1686年）。

## 人物
ザクセン＝ヴァイマル公ヴィルヘルムとその妻でアンハルト＝デッサウ侯ヨハン・ゲオルク1世の娘であるエレオノーレ・ドロテア（1602年 - 1664年）の間の五男として生まれた。1662年に父公爵が死去すると、長兄のヨハン・エルンスト2世がザクセン＝ヴァイマルを、次兄のアドルフ・ヴィルヘルムがザクセン＝アイゼナハをそれぞれ相続した。ヨハン・ゲオルクはアイゼナハ公爵領の一部から上がる収入を扶持としてあてがわれ、マルクズールを居所とした。
1668年にアドルフ・ヴィルヘルムが死ぬと、その死後に生まれた遺児ヴィルヘルム・アウグストがアイゼナハ公爵となったが、ヨハン・ゲオルクは幼いヴィルヘルム・アウグストの摂政および後見人となった。ヴィルヘルム・アウグストは1671年にわずか3歳で死去したため、ヨハン・ゲオルクがアイゼナハ公爵領を継いだ。ヨハン・ゲオルクは言語学者のカスパー・フォン・シュティーラーを秘書官として雇っていた。

## 子女
1661年5月29日、ザイン＝ヴィトゲンシュタイン＝ザイン伯エルンストの娘でザイン＝アルテンキルヒェン伯領の女子相続人であるヨハネッタ（1632年 - 1701年）と結婚し、間に8人の子女をもうけた。
- エレオノーレ（1662年 - 1696年） - 1681年にブランデンブルク＝アンスバッハ辺境伯ヨハン・フリードリヒと結婚、1692年にザクセン選帝侯ヨハン・ゲオルク4世と再婚
- フリードリヒ・アウグスト（1663年 - 1684年）
- ヨハン・ゲオルク2世（1665年 - 1698年） - ザクセン＝アイゼナハ公
- ヨハン・ヴィルヘルム（1666年 - 1729年） - ザクセン＝アイゼナハ公
- マクシミリアン・ハインリヒ（1666年 - 1668年）
- フリーデリケ・エリーザベト（1669年 - 1730年） - 1698年、ザクセン＝ヴァイセンフェルス公ヨハン・ゲオルクと結婚
- エルンスト・グスタフ（1672年）